# Sedirea japonica
Sedirea japonica là một loài thực vật có hoa trong họ Lan. Loài này được (Rchb.f.) Garay & H.R.Sweet miêu tả khoa học đầu tiên năm 1974.

## Hình ảnh

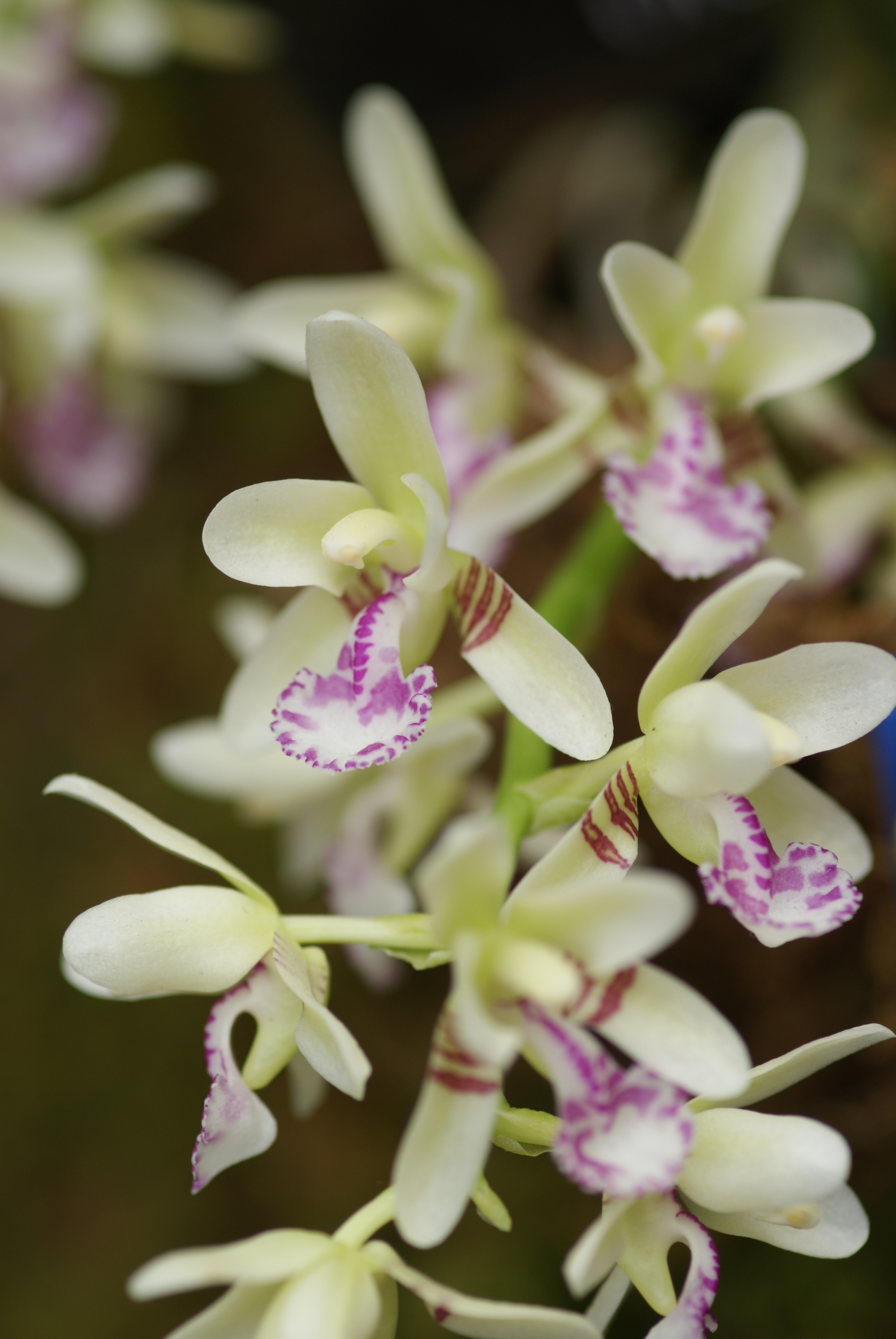
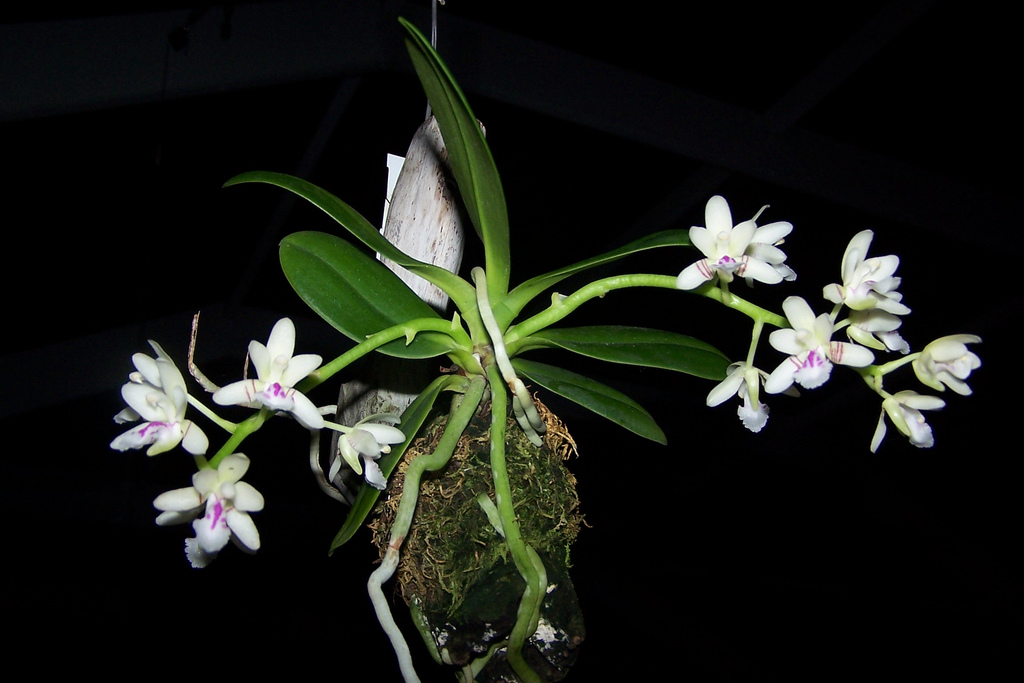
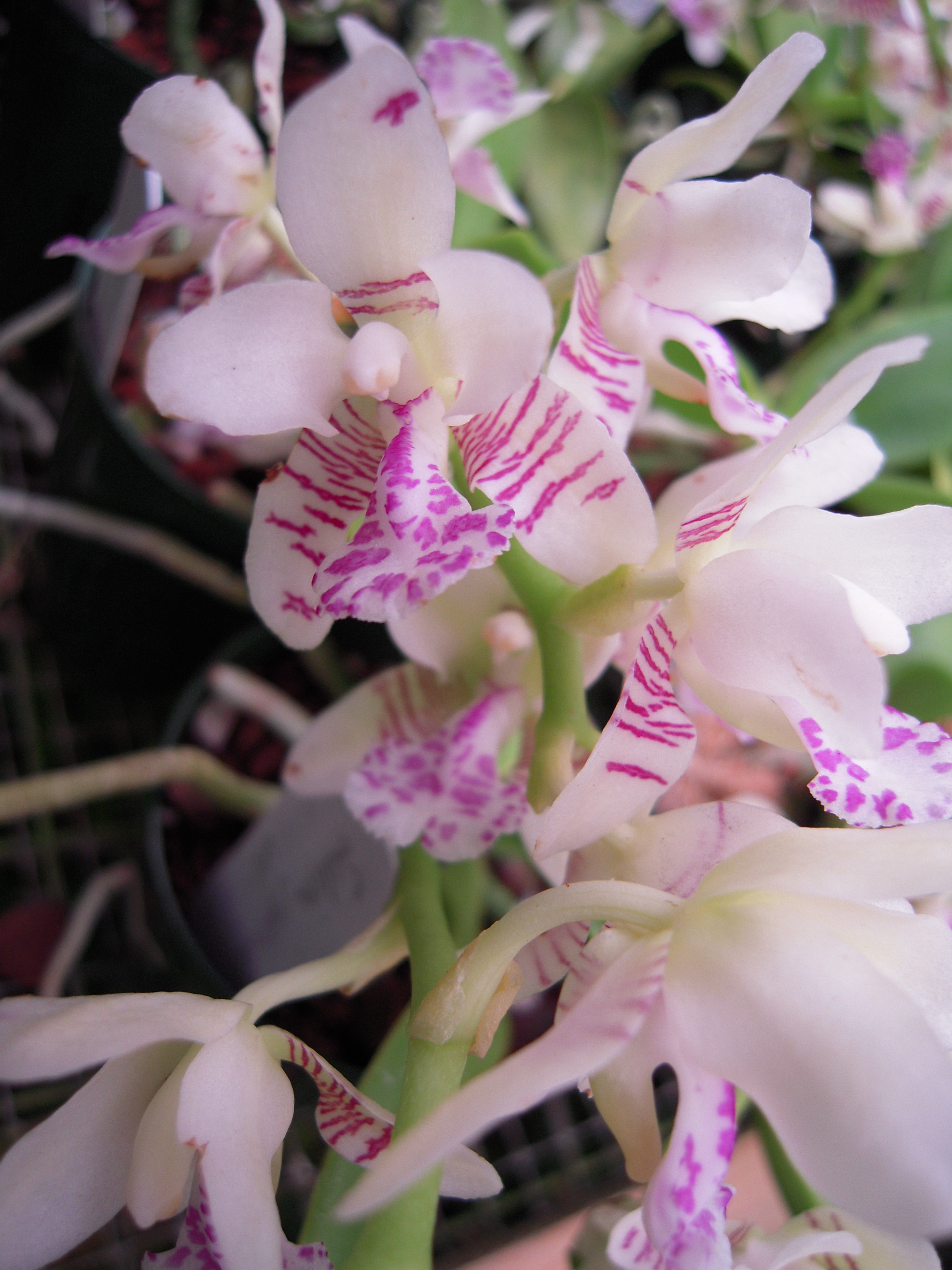
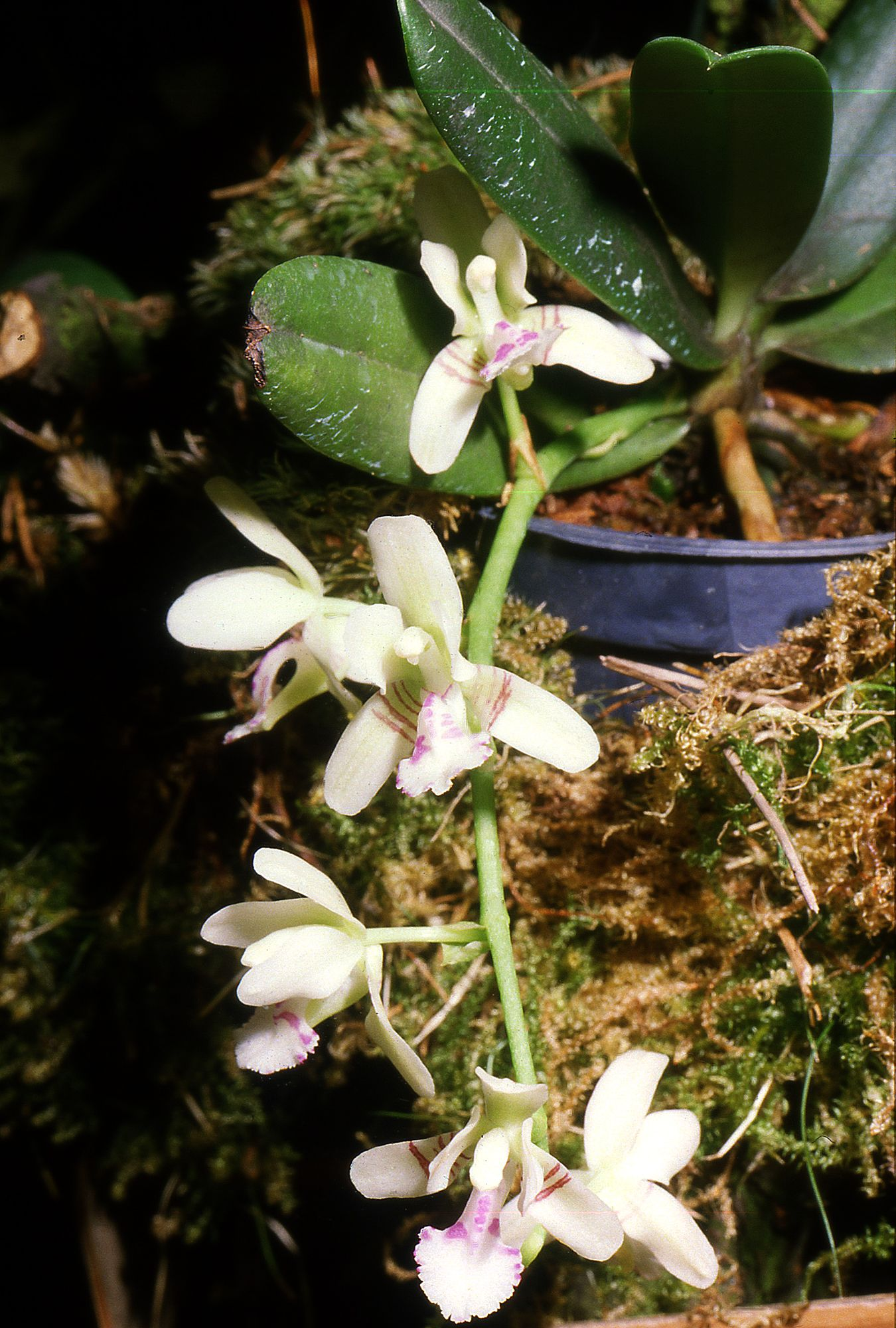